# Шеннон Семлер
Шеннон Семлер (англ. Shannon Samler; нар. 27 вересня 1978, Північному Березі, Великий Ванкувер, Британська Колумбія) — канадська борчиня вільного стилю, срібна призерка чемпіонату світу серед студентів, чемпіонка Панамериканського чемпіонату, бронзова призерка Кубку світу. Після завершення сплртивної кар'єри — медик у галузі спортивної медицини та травматології.

## Життєпис
Доктор Самлер народилася і виросла на Північному Березі. Боротьбою почала займатися з 1991 року. Виступала за борцівський клуб «Burnaby Mountain» Бернабі. Тренер — Майк Джонс (з 1992). Входила до національної збірної Канади з боротьби протягом 7 років. Вона пішла з боротьби після переходу на 3-й курс університету, зосередившись на навчанні.
Закінчила університет Саймона Фрейзера, де вивчала кінезіологію та здобула ступінь бакалавра прикладних наук у галузі кінезіології.
Вона також навчалася в медичній школі Університету Британської Колумбії, здобувши ступінь у 2006 році. Потім вона вивчала ортопедичну хірургію в цьому ж університеті і завершила навчання в 2011 році. Наступного року Семлер пройшла практику з хірургії та травми верхніх кінцівок у лікарні Lion's Gate під керівництвом доктора Пітера Заркадаса. Після цього була практика з артроскопії та спортивної медицини в Сіднеї, Австралія. Завершувала практику з травми в Королівській Колумбійській лікарні.
Вона почала свою медичну кар'єру, працюючи заступниками в лікарні Ричмонда в галузі спортивної медицини та травматології. Після цього вона отримала постійну роботу в лікарні Lion's Gate. Її ортопедичні інтереси включають спортивну медицину, артроскопічну реконструктивну хірургію плечового та колінного суглобів та ендопротезування плечового суглоба.
Паралельно доктор Самлер працював клінічним інструктором у відділі ортопедії Університету Британської Колумбії, навчаючи студентів-медиків та ординаторів-ортопедів.

## Членство
- Королівськоий коледж лікарів і хірургів Канади.
- Канадська ортопедична асоціація та ортопедично-травматологічної асоціація.
- Ортопедична асоціація Британської Колумбії.
- Ортопедична травматологічна асоціація.
- Лікарі Британської Колумбії (раніше Британська медична асоціація)

## Спортивні результати на міжнародних змаганнях

### Виступи на Чемпіонатах світу
| Змагання                        | Збірна | Вагова категорія          | Місце |
| ------------------------------- | ------ | ------------------------- | ----- |
| Чемпіонат світу з боротьби 1999 | Канада | жіноча боротьба, до 68 кг | 11    |
| Чемпіонат світу з боротьби 2000 | Канада | жіноча боротьба, до 68 кг | 6     |
| Чемпіонат світу з боротьби 2002 | Канада | жіноча боротьба, до 67 кг | 11    |
| Чемпіонат світу з боротьби 2003 | Канада | жіноча боротьба, до 67 кг | 4     |

### Виступи на Панамериканських чемпіонатах
| Змагання                                   | Збірна | Вагова категорія          | Місце  |
| ------------------------------------------ | ------ | ------------------------- | ------ |
| Панамериканський чемпіонат з боротьби 1998 | Канада | жіноча боротьба, до 68 кг | Золото |

### Виступи на Кубках світу
| Змагання                    | Збірна | Вагова категорія          | Місце  |
| --------------------------- | ------ | ------------------------- | ------ |
| Кубок світу з боротьби 2001 | Канада | жіноча боротьба, до 68 кг | Бронза |

### Виступи на Чемпіонатах Співдружності
| Змагання                                | Збірна | Вагова категорія          | Місце |
| --------------------------------------- | ------ | ------------------------- | ----- |
| Чемпіонат Співдружності з боротьби 1993 | Канада | жіноча боротьба, до 57 кг | 4     |

### Виступи на Чемпіонатах світу серед студентів
| Змагання                                        | Збірна | Вагова категорія          | Місце  |
| ----------------------------------------------- | ------ | ------------------------- | ------ |
| Чемпіонат світу з боротьби серед студентів 2002 | Канада | жіноча боротьба, до 67 кг | Срібло |

### Виступи на інших змаганнях
| Змагання                               | Збірна | Вагова категорія          | Місце  |
| -------------------------------------- | ------ | ------------------------- | ------ |
| Міжнародний меморіал Дейва Шульца 2003 | Канада | жіноча боротьба, до 67 кг | Золото |
| Austrian Ladies Open 2003              | Канада | жіноча боротьба, до 67 кг | Срібло |
| Міжнародний меморіал Дейва Шульца 2004 | Канада | жіноча боротьба, до 67 кг | Золото |

### Виступи на змаганнях молодших вікових груп
| Змагання                                      | Збірна | Вагова категорія          | Місце |
| --------------------------------------------- | ------ | ------------------------- | ----- |
| Чемпіонат світу з боротьби серед юніорів 1998 | Канада | жіноча боротьба, до 68 кг | 4     |